# 大清水さち
大清水 さち（おおしみず さち、12月28日 - ）は、日本の漫画家。北海道出身。女性。血液型A型。代表作に、『TWIN SIGNAL』、『マリオノール・ゴーレム』、『オーベルジュ ろわぞぶりゅ』。
デビュー以前は「大泉よしたか」（または漢字で由宇）のペンネームでゲーム作品の同人活動をしていた（デビュー以降は同人誌も大清水名義で刊行）他、ドラゴンクエスト4コマクラブに投稿、複数回入選している。
1991年に「冒険少年ナン」で第1回ビッグルーキー大賞佳作。1992年、『フレッシュガンガン』春号掲載の『TWIN SIGNAL』でデビュー。漫画家を志す過程で石ノ森章太郎に触発されたようである（本人談）。

## 作品リスト
- マリオノール・ゴーレム - 『月刊Gファンタジー』連載、スクウェア・エニックス発行、単巻
- TWIN SIGNAL - 『月刊少年ガンガン』連載、スクウェア・エニックス発行、全19巻
  - 新装版 - 朝日ソノラマ発行、全11巻
  - TWIN SIGNAL Biennial - 『ART Street』連載、2019年 -
- TWIN SIGNAL外伝 呪われし電脳神［モイラ］ - 『月刊ガンガンWING』連載、スクウェア・エニックス発行、全2巻
- オーベルジュ ろわぞぶりゅ - 『月刊Gファンタジー』連載、スクウェア・エニックス発行、上下巻
- 緑波島冒険譚 - 『月刊ドラゴンジュニア』掲載、未刊行
- 屠竜神譜 - 自主出版
- 腐らんす日記 - 『ヤングマガジンサード』連載（漫画：ヤス）、全2巻　2014年 -

## アシスタント
- 白石琴似